# STS-51-G
STS-51-G (englisch Space Transportation System) ist die Missionsbezeichnung für den Flug des US-amerikanischen Space Shuttles Discovery (OV-103) der NASA. Der Start erfolgte am 17. Juni 1985. Es war die 18. Space-Shuttle-Mission und der fünfte Flug der Raumfähre Discovery.

## Mannschaft

### Hauptmannschaft
- Daniel Brandenstein (2. Raumflug), Kommandant
- John Creighton (1. Raumflug), Pilot
- Shannon Lucid (1. Raumflug), Missionsspezialistin
- John Fabian (2. Raumflug), Missionsspezialist
- Steven Nagel (1. Raumflug), Missionsspezialist
- Patrick Baudry (1. Raumflug), Nutzlastspezialist (CNES)  Frankreich
- Salman bin Abdulaziz Al Saud (1. Raumflug), Nutzlastspezialist (Arabsat)  Saudi-Arabien

Al Saud war zum Zeitpunkt des Fluges knapp 29 Jahre alt und seitdem das bisher jüngste Besatzungsmitglied an Bord eines amerikanischen Raumschiffs.

### Ersatz
- Jean-Loup Chrétien (CNES)  Frankreich für Baudry
- Abdulmohsen Al-Bassam (Arabsat)  Saudi-Arabien für Al Saud

## Missionsüberblick
Anlässlich der Mission STS-51-G wurden drei Kommunikationssatelliten in ihre Umlaufbahn gebracht. Dies waren Telstar-3D der Firma AT&T, MORELOS-A für Mexiko und ARABSAT-A für eine saudi-arabische Organisation. Unter den mitgeführten Experimenten ist insbesondere der Erstflug des „Automated Directional Solidification Furnace“ (ADSF), eines Brennofens für physikalische Untersuchungen in der Schwerelosigkeit, zu erwähnen.
Am 20. Juni wurde ein SPARTAN-101-Satellit ausgesetzt und nach über 45 Stunden wieder zurück an Bord geholt. Während des Freiflugs von SPARTAN wurde ein Galaxienhaufen und das Zentrum der Milchstraße erforscht.
Die Landung erfolgte planmäßig in Edwards Air Force Base in Kalifornien. Discovery wurde 4 Tage später mit dem damals einzigen Shuttle Carrier Aircraft zum Kennedy Space Center, Florida zurücktransportiert.